# 佛照寺 (茨木市)
佛照寺（ぶっしょうじ）は、大阪府茨木市目垣にある浄土真宗本願寺派の寺院。茨木市内最古となる浄土真宗の寺院である。

## 歴史
寺伝によれば勝光坊西順（佐々木俊綱）により建立された。
西順は鎌倉幕府の御家人であった佐々木盛綱の子俊綱と伝え、承久の乱に鎌倉方として関わり、乱後高野山に登って勝光阿闍梨と名乗って修行し、のち関東へ下って常陸国稲田で親鸞にまみえ直弟子となった。親鸞の帰洛に伴い畿内へ戻り、目垣に彿照寺を開いた。
もとは仏光寺派とみられ、本願寺3代覚如や息子の存覚が南北朝期に下向した折に滞在した「溝杭」がこの寺であったと考えられる。しかし蓮如が北陸から近畿へ移って来て以降は本願寺派の勢力下に入り、蓮如は文明9年（1477年）に佛照寺に参向し、親鸞御影に着賛したとされる。
文明15年（1483年）に蓮如の門弟教光により再建され、本願寺派はここを拠点に茨木地方の教線拡大を図った。
江戸時代には当寺が天満別院の留守居を世襲した。

## 寺宝
- 親鸞・蓮如連座像　絹本著色　室町時代　親鸞聖人の坐像を上位に蓮如上人の坐像を下位に描く。
- 三首詠歌の落し文　文明年間（1469年～1487年）の第11代住職光房に与えた蓮如直筆の手紙。

## 交通アクセス
阪急京都本線茨木市駅より阪急バス・近鉄バス鳥飼行　目垣下車